# Trương Phi Hùng
Trương Phi Hùng (sinh ngày 16 tháng 6 năm 1977) là một chính trị gia người Việt Nam. Ông hiện là đại biểu Quốc hội Việt Nam khóa XIV nhiệm kì 2016-2021, thuộc đoàn đại biểu Quốc hội tỉnh Long An, Phó Chánh thanh tra Sở Y tế tỉnh Long An, Ủy viên Ủy ban Pháp luật của Quốc hội. Ông đã trúng cử đại biểu Quốc hội năm 2016 ở đơn vị bầu cử số 2, tỉnh Long An gồm có thành phố Tân An và các huyện: Châu Thành, Tân Trụ, Cần Đước, Cần Giuộc.

## Xuất thân
Trương Phi Hùng quê quán ở xã Phước Tân Hưng, huyện Châu Thành, tỉnh Long An.
Ông hiện cư trú ở số 197/2, ấp 2, xã Phước Tân Hưng, huyện Châu Thành, tỉnh Long An.

## Giáo dục
- Giáo dục phổ thông: 12/12
- Cử nhân Luật Kinh tế
- Trung cấp lí luận chính trị

## Sự nghiệp
Ông gia nhập Đảng Cộng sản Việt Nam vào ngày 4/8/2008.
Khi ứng cử đại biểu Quốc hội Việt Nam khóa XIV vào tháng 5 năm 2016 ông đang là Phó Chánh thanh tra Sở Y tế tỉnh Long An, làm việc ở Sở Y tế tỉnh Long An, có bằng trung cấp lí luận chính trị.
Ông đã trúng cử đại biểu Quốc hội năm 2016 ở đơn vị bầu cử số 2, tỉnh Long An gồm có thành phố Tân An và các huyện: Châu Thành, Tân Trụ, Cần Đước, Cần Giuộc, được 337.523 phiếu, đạt tỷ lệ 64,62% số phiếu hợp lệ.
Ông hiện là Phó Chánh thanh tra Sở Y tế tỉnh Long An, Ủy viên Ủy ban Pháp luật của Quốc hội.
Ông đang làm việc ở Sở Y tế tỉnh Long An.